# Zhongguo jindaishi ziliao congkan
Zhongguo jindaishi ziliao congkan (中国近代史资料丛刊; engl. Collectanea of Materials on Modern Chinese History) ist ein zehnbändiges Congshu mit historischen Materialien zur Neueren chinesischen Geschichte, das von 1951 bis 1961 erschien. Die einzelnen Bände umfassen mehrere Teilbände. Sie wurden von der Gesellschaft für chinesische Geschichte (Zhongguoshi xuehui 中国史学会) herausgegeben und sind ursprünglich im Verlag Shanghai renmin chubanshe erschienen. Später erschienen weitere Bände. 
Ein zweibändiger Index zu der Reihe erschien 1983 unter dem Titel Zhongguo jindaishi ziliao congkan suoyin 中国近代史资料丛刊索引 herausgegeben von der Bibliothek der Chinesischen Volksuniversität (Zhongguo renmin daxue tushuguan 中国人民大学图书馆 The Library of Renmin University of China).

## Übersicht
Titel (mit Pinyin), Jahr
- Yapian zhanzheng 鸦片战争 (Opiumkrieg) 1954
- Taiping tianguo 太平天国 (Himmlisches Reich des Großen Friedens) 1952
- Nianjun 捻军 (Nian-Aufstand) 1953
- Huimin qiyi 回民起义 (Dunganenaufstände) (Bai Shouyi 白寿彝) 1952
- Yangwu yundong 洋务运动 (Bewegung zur Verwestlichung) (web, web) / 中国科学院近代史所史料编辑室 中央档案馆明清档案部编辑组 1961
- Zhong-Fa zhanzheng 中法战争 (Chinesisch-Französischer Krieg) 1955
- Zhong-Ri zhanzheng 中日战争 (Chinesisch-Japanischer Krieg) 1956
- Wuxu bianfa 戊戌变法 (Hundert-Tage-Reform) 1953
- Yihetuan 义和团 (Boxeraufstand) 1951
- Xinhai geming 辛亥革命 (Xinhai-Revolution) 1957

- Di-erci yapian zhanzheng 第二次鸦片战争 (Zweiter Opiumkrieg)
- Beiyang junfa 北洋军阀 (Nördliche Militaristen)